# Орава (водосховище)
Водосховище Орава (словац. Údolná Nádrž Orava, Oravská priehrada) або так зване Оравське море — водосховище, що утворилося штучним перехопленням річки Орава в північній Словаччині у місці злиття річок Чарна-Орава та Біла Орава. Причиною його виникнення були часто повторювані великі повені в цій області. Водосховище тягнеться до словацько-польського кордону. Посередині водосховища лежить Сланицький острів — улюблене місце екскурсій.
Будівництво водосховища тривало від 1941 до 1954 року. Напуском нижнього сховища були затоплені деякі селища. Із затоплених селищ залишилася над водою лише гора над селищем Сланіца, яка нині являє собою маленький острів. Він називається Сланіцкий острів або Острів Мистецтва і на ньому стоїть церква 18-го століття. У ній міститься експозиція словацької національної пластики і живопису і поза церквою кам'яні твори. З узбережжя сюди регулярно прибуває корабель.
Водосховище Орава стало важливою зоною відпочинку і зумовило будівництво установ, що надають житло, харчування та інші послуги туризму. Місця відпочинку та спортмайданчики зосереджені на південному березі водосховища в двох центрах: у селищі Сланіца і навколо готелю Горал. Велика кількість ресторанів, установ надають житло, два автокемпінги, спортмайданчики і пункти прокату спортивних товарів допомагають утворити з водосховища привабливе місце відпочинку біля води. Літній туристичний сезон тут починається від середини червня і триває до вересня. Частиною пропозицій для відпочинку є і катання на судні. Влітку виходять з порту регулярно чотири судна щодня.